# Zuid-Afrikaanse heek
De Zuid-Afrikaanse heek (Merluccius capensis) is een straalvinnige vis uit de familie van heken (Merlucciidae), in de orde kabeljauwachtigen (Gadiformes), die voorkomt in het zuidoosten van de Atlantische Oceaan en het westen van de Indische Oceaan.

## Anatomie
De Zuid-Afrikaanse heek kan een maximale lengte bereiken van 140 cm. Van de zijkant gezien heeft het lichaam van de vis een langgerekte vorm, van bovenaf gezien is de vorm het beste te typeren als ovaal. De kop is min of meer recht. De ogen zijn normaal van vorm en zijn symmetrisch. De mond zit aan de bovenkant van de kop. 
De vis heeft één zijlijn, twee rugvinnen en één aarsvin. Er zijn één stekel en 47 tot 54 vinstralen in de rugvin en 37 tot 41 vinstralen in de aarsvin.

## Leefwijze
De Zuid-Afrikaanse heek is een zoutwatervis die voorkomt in een diepwaterklimaat. De diepte waarop de soort voorkomt is 50 tot 1000 m onder het wateroppervlak. 
Het dieet van de vis bestaat hoofdzakelijk uit dierlijk voedsel, waarmee het zich voedt door diverse technieken toe te passen.

## Relatie tot de mens
De Zuid-Afrikaanse heek is voor de visserij van beperkt commercieel belang. De soort komt niet voor op de Rode Lijst van de IUCN. 